# Florimont/Chissiez
Florimont/Chissiez est un quartier de la ville de Lausanne, en Suisse.

## Démographie
Avec une population, en 2017, de 5 912 habitants, dont 2 461 étrangers (41,6%), le quartier Florimont/Chissiez abrite 4% de la population lausannoise. 

## Délimitation
Le quartier Florimont/Chissiez recouvre 47 ha, ce qui correspond à 1% de la surface de la commune, et regroupe les secteurs suivants, :
- Florimont (801)[Note 1]
- Avenue Rambert (802)
- Chissiez (803)

Le quartier est situé au sud-est de la ville ; les quartiers du centre et de Mousquines/Bellevue longent sa frontière nord, la commune de Pully ses frontières est et sud-est, le quartier de Montchoisi sa frontière sud et le quartier Sous-Gare/Ouchy sa frontière ouest.

## Transports publics
- Bus : lignes 2, 4, 8, 9, 12[4]
- La gare de Lausanne est située juste à l'ouest du quartier ; le quartier Florimont/Chissiez est donc traversé d'ouest en est par des voies ferroviaires et accueille plusieurs voies de service et de garage, dont celles des Paleyres[5],[6]. Aucune gare ne se trouve malgré tout sur le territoire du quartier.

## Sites touristiques
- Promenade Jean-Jacques-Mercier

## Cours d'eau
La Vuachère longe les frontières est et sud-est du quartier, qu'elle sépare de la commune de Pully.